# Kaple Panny Marie (Červená Hora)
Kaple Panny Marie, často označovaná pouze jako zvonice, je římskokatolická kaple v obci Červená Hora. Patří do farnosti Červený Kostelec. Je chráněna jako kulturní památka České republiky.

## Historie
Kaple z 18. století, údajně z roku 1730, se nachází v centru obce u silnice. Rekonstrukce kaple proběhla v roce 2002, kdy do ní byl také umístěn nový zvon.

## Architektura
V základu čtyřboká zděná stavba se střechou krytou šindelem zakončená malou osmibokou kupolí.

## Okolí
V sousedství kaple stojí pomník ukřižování z roku 1908.